# Образование в Турции
Образование в Турции регулируется национальной системой, созданной в соответствии с реформами Ататюрка после Турецкой войны за независимость. Это контролируемая государством система, предназначенная для создания квалифицированного профессионального класса для социально-экономических институтов страны.

## Реформа
В соответствии с законом об унификации образования, который был ратифицирован в 1924 году, все школы были отнесены в ведение Министерства образования. На Министерство образования были возложены задачи реализации современных подходов обучения и повышения уровня образования путём открытия начальных и средних школ и других институтов и различных курсов. Сегодня Министерство также выполняет эти функции, разрабатывает соответствующие нормы и правила, организует образовательные школы для детей школьного возраста, которые нуждаются в специальном уходе.
Обязательное образование в Турции длится 12 лет. Начальное и среднее образование финансируется государством и бесплатно в государственных школах в возрасте от 6 до 18 лет, и в 2001 году охват детей в этом возрасте составлял почти 100%. Среднее или старшее школьное образование не обязательно, но необходимо для поступления в университеты. К 2011 году в Турции насчитывалось 166 университетов. За исключением факультета открытого образования (турецкий язык: Açıköğretim Fakültesi) в университете Анадолу, поступление регулируется государственным экзаменом ÖSYS, после которого выпускники средних школ поступают, в соответствии с их успеваемостью.
В 2002 году общие расходы на образование в Турции составили 13,4 млрд. Долл. США, включая государственный бюджет, выделенный через Национальное Министерство Образования, а также частные и международные фонды.

## Конституционные принципы Турецкой системы образования
1. Соответствие индивидуальным и общественным потребностям;
2. Всеобщность и равенство;
3. Свобода выбора;
4. Право на образование;
5. Качество возможностей;
6. Образование для всех на протяжении всей жизни;
7. Соответствие реформам Ататюрка, в том числе принципу секуляризма (принцип светскости, отделение церкви от государства);
8. Строительство демократии;
9. Научный подход;
10. Совместное обучение;
11. Сотрудничество школы и родителей;
12. Структура турецкой национальной системы образования[2].

## История
После основания Турецкой республики, организация Министерства Образования постепенно развивалась и была реорганизована в соответствии с Законом № 2287, изданным в 1933 году. Министерство несколько раз меняло названия. Закон об образовании № 430 был издан 3 марта 1924 года. С этим законом, три отдельных канала были объединены, первый был закрыт, второй был разработан, а третий был взят под контроль Министерства образования. Одной из его целей было применение секуляризма в сфере образования. В соответствии с законом об организации образования № 789, изданным 22 марта 1926 года, Министерству национального образования было поручено определить степень и равенство государственных и частных школ, которые уже открыты или будут открыты Министерством.
В 1923—24 годах в Турции насчитывалось немногим более 7000 учащихся средних школ, почти 3000 учащихся старших классов, около 2000 учащихся техникумов и официально 18 000 учащихся средних школ, из которых 6000 заявили, что они являются действительными учениками, а остальные — зарегистрированы исключительно из-за военной службы. Население Турции, на тот момент, составляло около 13—14 миллионов человек.
1 ноября 1928 года был принят закон № 1353 о введении нового латинского алфавита. В 1931 году была создана Ассоциация истории Турции, а в 1932 году — Ассоциация турецкого языка, чтобы защитить турецкий язык от влияния иностранных языков, улучшить его, как предполагает наука, и предотвратить злоупотребление турецким языком.
До 1997 года дети в Турции были обязаны проходить пятилетнее обучение. Реформы 1997 года ввели обязательное образование в течение восьми лет. Новое законодательство, принятое в марте 2012 года, продлило обязательное образование до 12 лет.
В июле 2017 года правительство Партии справедливости и развития (ПСР) представило новую учебную программу для школ, в частности, исключив теорию эволюции и добавив концепцию джихада, как часть исламского права в книгах.
На январь 2022 года количество преподавателей в системе образования составило 729 487 человек.

## Дошкольное образование
Дошкольное образование включает факультативное образование детей в возрасте от 3 до 6 лет, которые не достигли возраста обязательного начального образования. Дошкольные образовательные учреждения, независимые ясли открываются, в качестве детских садов и практических  занятий в рамках формальных и неформальных учебных заведений для детей, имеющих соответствующую физическую подготовку. Услуги, связанные с дошкольным образованием, предоставляются яслями, детскими садами, практическими занятиями, открываемыми, в первую очередь, Министерством национального образования, а также дневными центрами, детскими садами, домами дневного ухода и детскими учреждениями, открываемыми различными Министерствами и учреждениями, для целей ухода или образования на основе положений десяти законов, двух законов и десяти нормативных актов. В 2001–2002 учебном году обучалось 256 400 детей, а в 10 500 дошкольных образовательных учреждениях работало 14 500 учителей.

## Начальное образование
Начальная школа (турецкий: İlköğretim Okulu) длится 4 года. Начальное образование охватывает образование и обучение детей в возрасте от 6 до 14 лет, является обязательным для всех граждан, мальчиков или девочек, и предоставляется бесплатно в государственных школах. Учреждения начального образования - это школы, которые обеспечивают непрерывное обучение в течение восьми лет, по окончании которого, выпускники получают диплом о начальном образовании. Первые четыре года обучения в начальной школе, иногда, называют «Первая школа, 1 уровень» (турецкий: İlkokul 1. Kademe), но оба они верны.
Есть четыре основных предмета в первом, втором и третьем классах, а именноля; Турецкий, математика, Хаят билгиси (буквально означает «знание жизни») и иностранный язык. В четвёртом классе «Хаят Билгиси» заменяется наукой и Обществознанием. Иностранный язык в школах разнится. Наиболее распространённым является английский, в то время как, некоторые школы преподают немецкий, французский или испанский, вместо английского. Некоторые частные школы преподают два иностранных языка одновременно.
Ранее термин «средняя школа» (tr: orta okul) использовался для трёхлетнего обучения, которое  следовало за обязательными тогдашними пятью годами в «Первой школе» (tr: ilk okul). Теперь вторые четыре года начального образования иногда называют «Первая школа, 2 уровень» (турецкий: İlkokul 2. Kademe), но оба они верны. Теперь начальные школы могут быть государственными или частными. Государственные школы бесплатны, а плата за обучение в частных школах отличается друг от друга. Иностранные языки, преподаваемые в частных школах, обычно находятся на более высоком уровне, чем в государственных школах, поскольку большинство частных школ предпочитают нанимать носителей языка, в качестве учителей.
В шестом и седьмом классах есть пять основных предметов: Турецкий, математика, естествознание, обществознание и иностранный язык. В восьмом классе общественные науки заменяются  на «Турецкую историю революции и кемализма» ( Т.С.Инкилап "История революции и Ататюрка").
В 2001–2002 учебном году обучалось 10,3 млн учащихся, а в 34 900 школах работало 375 500 учителей.

## Среднее образование
Среднее образование включает в себя все общеобразовательные, профессиональные и технические учебные заведения, которые обеспечивают не менее трёх лет обучения после окончания начальной школы. Система поступления в старшую школу меняется почти каждый год. Среднее образование направлено на то, чтобы дать ученикам хороший уровень общих знаний и подготовить их к высшему образованию, к призванию, к жизни и к бизнесу в соответствии с их интересами, навыками и способностями. В 2001–2002 учебном году обучалось 2,3 миллиона студентов, а в 6000 учебных заведениях работало 134 800 учителей . Общее среднее образование охватывает образование детей в возрасте 15–17 лет, в течение не менее трёх лет после начального образования. Общее среднее образование включает средние школы, средние школы с преподаванием иностранного языка, средние анатолийские школы, средние школы естественных наук, средние анатолийские школы изобразительного искусства . Профессионально-техническое среднее образование включает в себя учебные заведения, которые воспитывают учеников, в качестве рабочей силы на предприятиях  и других профессиональных областях, готовят их к высшему образованию и отвечают целям общего среднего образования. Среднее профессионально-техническое образование включает школы технического образования для мальчиков, школы технического образования для девочек, школы торговли и туризма, школы религиозного образования, многопрограммные средние школы, школы специального образования, частные образовательные школы и медицинские школы .
Среднее образование часто называют высшим школьным образованием, так как школы называются лицеями (tr: lise).
В государственных и профессионально-технических лицеях, учащиеся посещают шесть занятий каждый день, которые длятся, примерно, 40 минут каждый.  В анатолийских средних и частных средних школах ежедневная программа, как правило, обычно длиннее, до восьми занятий в день, включая обеденный период. Все девятиклассники обучаются одним и тем же предметам по всей стране, с небольшими отличиями в некоторых случаях. Эти предметы: турецкий язык, турецкая литература, математика, физика, химия, биология, геометрия, всемирная история, география, религия и этика, физическое воспитание, иностранный язык (в большинстве случаев английский), второй иностранный язык (чаще всего немецкий, но может быть французский, итальянский, японский, арабский, русский или китайским).
Когда ученики поступают в 11-й класс, они обычно выбирают один из четырёх курсов: турецкий язык - математика, естествознание, общественные науки и иностранные языки. В профессионально-технических лицеях не предлагается никаких курсов, а в научных вузах предлагаются только научные науки. Для 10, 11 и 12 классов обязательные курсы: турецкий язык, турецкая литература, республиканская история и пропаганда. В дополнение к этому, учащиеся могут обучаться следующим наукам, в зависимости от выбранного ими направления и / или средней школы, которую они посещают: математика, геометрия, статистика, физика, биология, химия, география, философия, психология, социология, экономика, логика, искусство и музыка, движение и здоровье, компьютер, физическое воспитание, первый и второй иностранный язык.
Раньше выпускникам выдавали диплом по выбранному ими академическому курсу, что давало им преимущество, если они хотели получить высшее образование в соответствующих областях. По состоянию на 2010 – 2011 учебный год все учащиеся старших классов получают стандартный диплом средней школы.
В конце средней школы, после 12-го класса, учащиеся сдают выпускной экзамен в средней школе, и они должны пройти его, чтобы сдать вступительный экзамен в университет и продолжить обучение в университете.
Существует четыре типа оценки для различных академических областей, а именно:
- Турецкий язык – математика: международные отношения, право, образование, психология, экономика, управление бизнесом и т. п.
- Наука: инженерия, информатика, медицина и другие научные профессии.
- Общественные науки: история, география и образование.
- Иностранные языки: язык / лингвистика и преподавание языков.

На 28 октября 2021 года в Турции насчитывается 57 108 школ.

### Международное образование
Международный бакалавриат доступен в Турции с 1994 года, когда первая школа была утверждена IB (Программой Международного Бакалавриата)   , и 53 школы теперь предлагают одну или несколько программ IB.

### Профессиональное образование
Профессионально-техническое среднее образование включает в себя учреждения, которые, как воспитывают студентов в качестве рабочей силы на предприятиях и в других профессиональных областях, так и готовят их к высшему образованию и отвечают целям общего среднего образования. Профессионально-техническое среднее образование включает в себя школы технического образования для мальчиков, школы технического образования для девочек, школы торговли и туризма, школы религиозного образования, многопрофильные средние школы, специальные учебные заведения, частные учебные заведения и медицинские учебные заведения. В 2001–2002 учебном году обучалось 821 900 учащихся, а в 3400 профессионально-технических училищах работало 66 100 учителей. В соответствии со статьёй 37 Закона № 3308 о Профессиональном Образовании, Министерство Национального Образования организует профессиональные курсы для подготовки лиц, которые покинули систему формального образования и не обладают квалификацией, необходимой для трудоустройства на вакантные должности в предпринимательском секторе. На основе программ профессиональной подготовки, Министерство Национального Образования выплачивает страховые взносы, в связи с  несчастными случаями на производстве, профессиональными заболеваниями в период профессиональной подготовки и другими заболеваниями участников курсов, связанных с их профессиональной деятельностью. Эти участники могут сдавать экзамены по профессиональному обучению после получения образования, а выполненная ими работа оценивается, в соответствии с Положением об Оценке Сертификатов и Дипломов об ученичестве и профессиональном обучении.
Люди, которые работают в 109 отраслях, упомянутые в Законе № 3308, закончившие начальное образование и не достигшие 14 лет, могут проходить обучение в качестве кандидатов в подмастерья или подмастерьев. Закон № 4702 предоставляет возможность пройти обучение лицам старше 19 лет. Период обучения учеников колеблется между 2– 4 годами, в зависимости от характера профессий .
Подростки, которые не посещали формальную систему образования или покинули её на любом этапе, могут сдавать экзамен на получение профессионального опыта после 1 года адаптационной подготовки, при условии, что они достигли возраста 16 лет на дату включения данной профессии в сферу охвата закона. Лица, достигшие 18-летнего возраста, могут, непосредственно, сдавать экзамен на профессиональное обучение, если имеется свидетельство, подтверждающее, что он / она работает в соответствующей профессии.
Те, кто заканчивают профессионально-технические учебные заведения или профессионально-технические училища, могут сдать экзамен на получение квалификации по своей профессии. Выпускникам технических вузов или 4-летних программ в профессионально-технических училищах и учреждениях выдаётся сертификат, позволяющий начать предпринимательскую деятельность с привилегиями и обязанностями сертификата квалификации. В 2001 году в 345 центрах профессиональной подготовки обучалось 248 400 учеников и преподавало 5100 учителей.

### Новая система:4+4+4
В марте 2012 года Великое национальное собрание приняло новый закон о начальном и среднем образовании, обычно называемый «4 + 4 + 4» (4 года начального образования, первый уровень, 4 года начального образования, второй уровень и 4 года среднего образования). Начальное образование дети начнут в первом месяце сентября, после шестого дня рождения, и завершат в течение учебного года, в котором учащимся исполняется 14 лет .

## Высшее образование
На август 2022 года в Турции действует 208 вузов. За период с 2001 по 2021 высшие учебные заведения были открыты в каждом из 81 ила Турции.
Действует Стамбульский университет.